# Береговые низменности
Береговы́е ни́зменности — полоса низменностей в Северной Америке, протягивающаяся вдоль Атлантического побережья США и Мексики приблизительно на 3000 км. Включают в себя Приатлантическую и Примексиканскую низменности.
Береговые низменности сложены моноклинально залегающими пластами морских осадков мелового, палеоген-неогенового и антропогенового возраста. Ширина низменностей составляет 200—300 км. Поверхность преимущественно плоская, террасированная, у побережья заболоченная; в районах, удалённых от океана, осложнена грядами куэст. Береговые низменности расположены в зонах субтропических и тропических, преимущественно влажных, лесов.